# Аммотол
Аммотол — взрывчатое вещество, представляющее собой смесь аммиачной селитры и тротила в различных пропорциях от 80/20 (аммонит) до 50/50.
Маркируется в виде дроби, где числитель обозначает процент селитры, а знаменатель — тротила. Например, АТ 60/40. Для военных целей, как правило, из-за более высокой бризантности используются смеси с примерно одинаковым содержанием тола и селитры, а для промышленных целей из-за более высокой фугасности обычно используются смеси, более сбалансированные по кислороду (аммониты).
Францией, Италией и Россией во время Первой мировой войны также использовалось аналогичное ВВ «Шнейдерит», получаемое сплавлением или механическим смешением аммонийной селитры с динитронафталином. Маркировка по типу аммотолов.
Аммотол использовался во время Первой и Второй мировых войн. Например, им были начинены боеголовки Фау-1 и Фау-2.После второй мировой войны практически не применялся в военных целях.